# Allium schrenkii
Allium schrenkii är en amaryllisväxtart som beskrevs av Eduard August von Regel. Allium schrenkii ingår i släktet lökar, och familjen amaryllisväxter. Inga underarter finns listade i Catalogue of Life.